# Actinokentia divaricata
Actinokentia divaricata es una especie de planta de la familia de las arecáceas.
Solamente se puede encontrar en Nueva Caledonia en suelos de serpentina en el bosque húmedo a una altitud de 850 - 880 metros.

## Taxonomía
Actinokentia divaricata fue descrita por (Brongn.) Dammer y publicado en Botanische Jahrbücher für Systematik, Pflanzengeschichte und Pflanzengeographie 39: 21, en el año 1906.
Etimología
Actinokentia: nombre genérico que combina el término Aktis que significa "un rayo o un haz de luz", con la kentia nombre otorgado en honor de William Kent (1779-1827), que fue curador en el Jardín Botánico de Buitenzorg, Java (ahora Kebun Raya Bogor).
divaricata: epíteto latino que significa "tendido, creciendo de manera desordenada".
Sinonimia
- Actinokentia schlechteri Dammer
- Drymophloeus divaricatus (Brongn.) Benth. & Hook.f. ex Becc.
- Kentia divaricata Pancher ex Brongn.
- Kentia polystemon Pancher ex H.Wendl.
- Kentiopsis divaricata Brongn.[5]